# Kirche Hl. Apostel Johannes der Theologe (Sremski Mihaljevci)

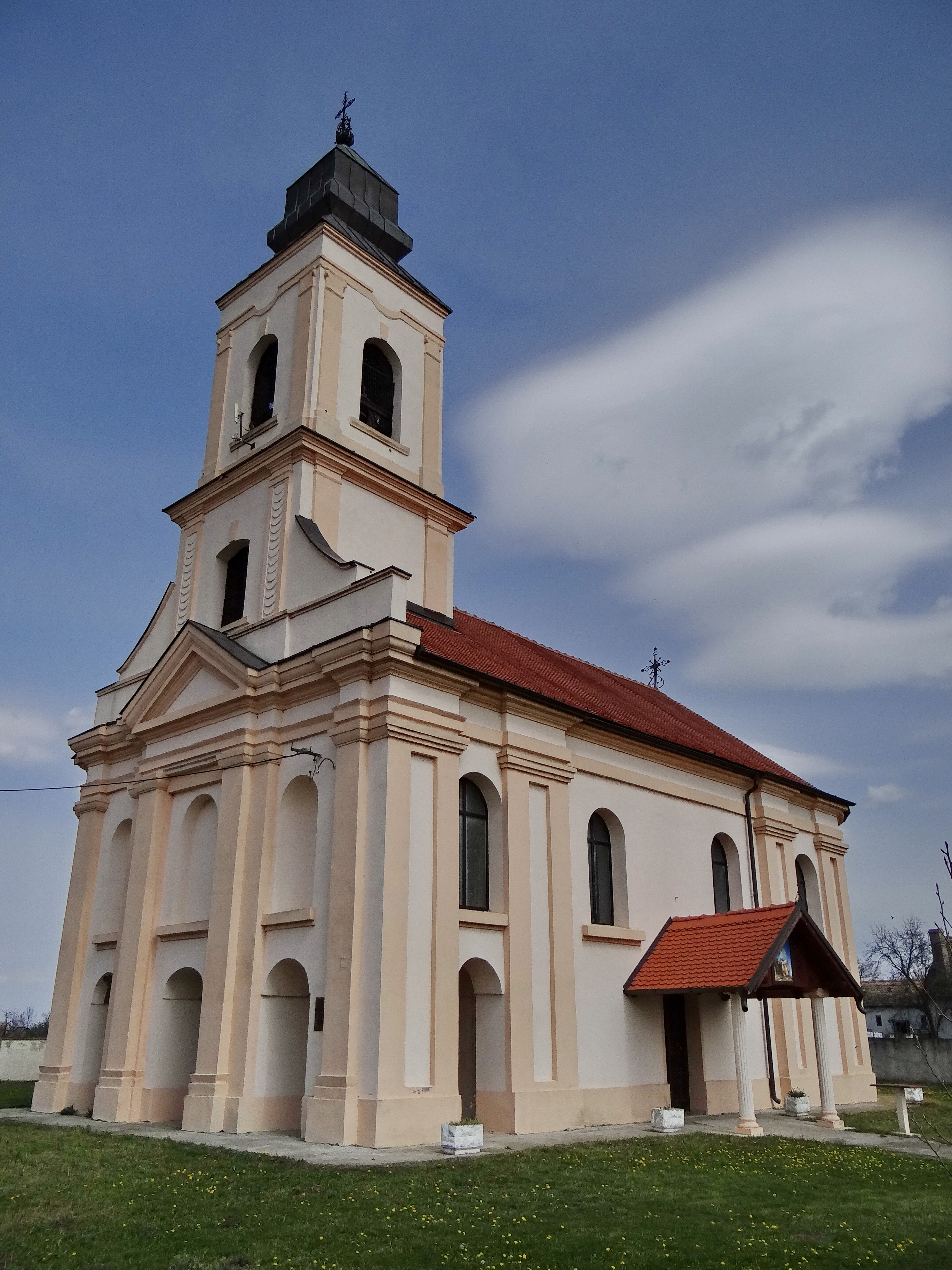
Kirche Hl. Apostel Johannes der Theologe

Die Kirche Hl. Apostel Johannes der Theologe (serbisch: Црква Светог апостола Јована Богослова, Crkva Svetog apostola Jovana Bogoslova) im Dorf Sremski Mihaljevci, in der Opština Pećinci, ist eine serbisch-orthodoxe Kirche in der nordserbischen autonomen Provinz Vojvodina.
Das von 1812 bis 1816 erbaute Kirchengebäude ist dem hl. Apostel und Evangelisten Johannes dem Theologen geweiht und ist die Pfarrkirche der Pfarrei und Kirchengemeinde Sremski Mihaljevci im Dekanat Pećinci der Eparchie Srem der Serbisch-Orthodoxen Kirche.
Als unbewegliches Kulturgut besitzt die Kirche den Status eines Kulturdenkmals von großer Bedeutung und steht unter staatlichem Schutz.

## Lage
Das Dorf Sremski Mihaljevci liegt in der geographischen Region des Podlužje, das einen kleinen Teil der Großlandschaft des Srem, im westlichen Teil der autonomen Provinz Vojvodina, bildet. Das Dorf befindet sich südöstlich der Gemeindehauptstadt Pećinci.
Das Gotteshaus steht im Dorfzentrum an der Kreuzung der vier wichtigsten Straßen des Ortes: der Straße Kanalska ulica (Norden), Šimanovačka ulica (Osten), Grobljanska ulica (Süden) und Prhovačka ulica (Westen). Die genaue Adresse der Kirche lautet Šimanovačka ulica Nr. 1.
In der Nähe der Kirche stehen unter anderem, die Dorfgrundschule, das Dorfrathaus (Haus der lokalen Gemeinschaft) mit dem Denkmal für die gefallenen jugoslawischen Partisanen, die Dorfpost und die Dorfambulanz.
Im ummauerten und umzäunten Kirchhof mit einem großen Eingangstor an der Südseite stehen neben der Kirche ein kleiner Kirchbrunnen, ein Ständer zum Kerzenentzünden, Bäume und das Denkmal für die zivilen Opfer des Massakers von 1944. Das Pfarrhaus steht in der Nähe der Kirche.

## Geschichte

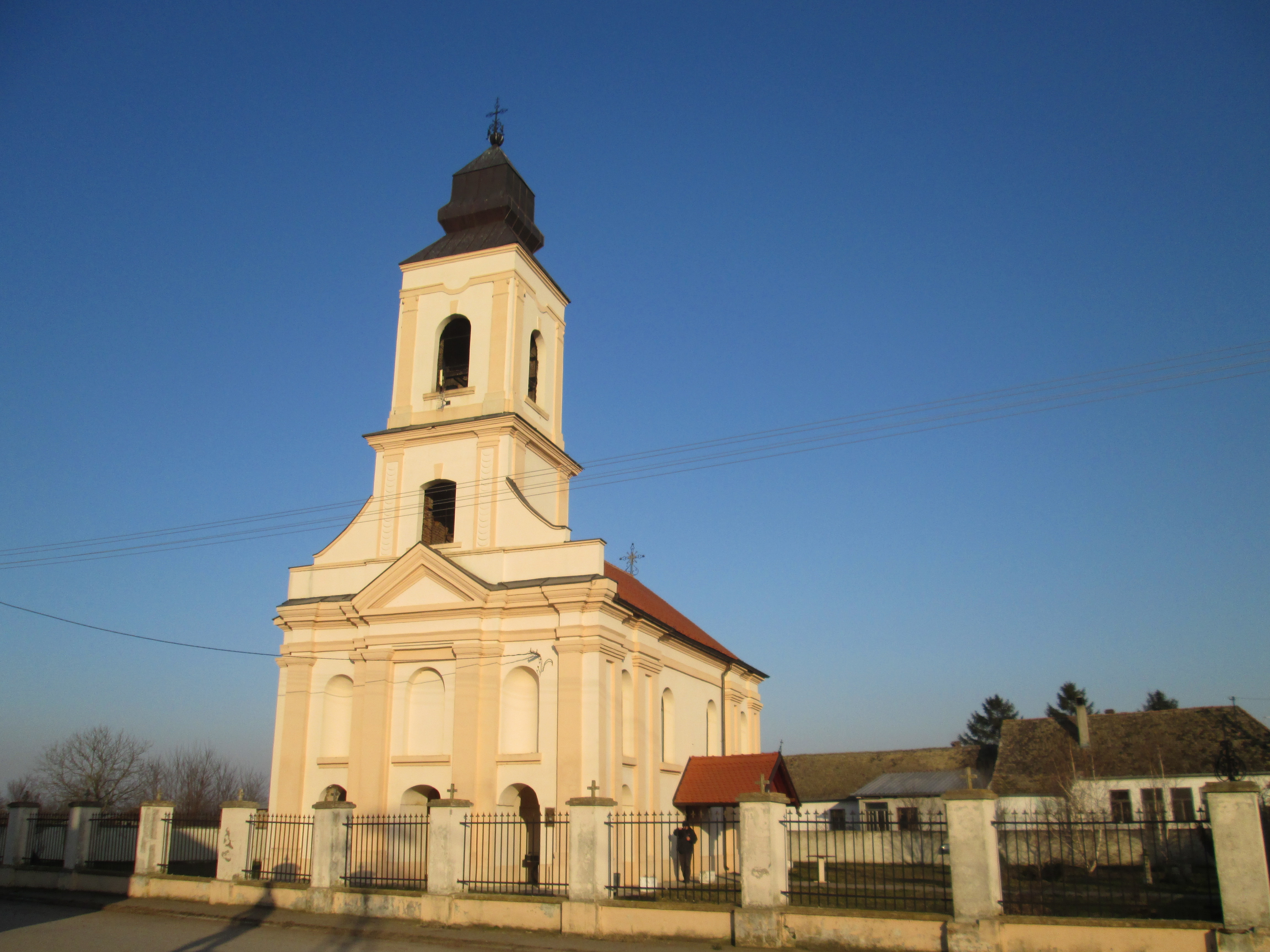
Westfassade und Kirchhof

Während der osmanischen Herrschaft wurde 1570 eine Siedlung mit 9 Häusern und einer Kirche erwähnt, die wie der Rest des Dorfes aufgrund des sumpfigen Geländes auf Stelzen über dem Wasser gebaut wurde. Der mündlichen Überlieferung zufolge wurde die Kirche vom Adligen Veselković auf trockenen Boden verlegt.
Im 18. Jahrhundert wurden zwei neue Kirchen im Ort errichtet. Im Jahre 1740 wurde eine Kirche aus Korbgeflecht und Brettern gefertigt. Zwischen 1750 und 1755 wurde eine Holzkirche erbaut und vom Bischof Partenije eingeweiht. Diese Kirche wurde auch rund 50 Jahre als Schule genutzt, bevor die Dorfbewohner 1812 eine neue, heute noch bestehende Schule bauten.
Von 1812 bis 1816 wurde das heutige Gotteshaus aus festem Baumaterialien (Stein und Ziegel) am Standort des alten Kirchengebäudes erbaut. Der erste Gottesdienst wurde 1816 in dieser Kirche abgehalten. Aus dem alten Gotteshaus wurden einige liturgische Gegenstände (Evangelium, eine Christus-Ikone und weitere) in die neue Kirche übertragen. Die Kirche ist eines von wenigen Kirchengebäuden in Serbien, die dem Patrozinium des hl. Johannes des Theologen geweiht sind.
Im Kircheninneren steht eine prächtige Ikonostase, deren klassizistische Schnitzereien 1846 vom bekannten Holzschnitzmeister Georgije Dević aus der Stadt Bačka Palanka angefertigt wurden.
Die Kirchengemeinde vertraute dem bekannten Maler Konstantin Pantelić die Bemalung der Ikonostase an. Die Abschlussphase des Malens der Ikonen und das Anbringen der selbigen auf die Ikonostase, signierte Pantelić mit der Jahreszahl 1855 (auf der Rückseite der Ikone des Letzten Abendmahls).
Die Ikonen in der Kirche gehören zu den besseren Werken von Konstantin Pantelić, dessen Werke von der Malerei des bekannten Malers Konstantin Danil beeinflusst wurden. Die sanfte Modellierung der Figurencharaktere, die wunderschön gemalten Hintergrundlandschaften und die klangvolle Farbgestaltung von Pantelić kamen dank der in den 1960er Jahren durchgeführten Konservierungsarbeiten zum Vorschein.
1896 wurde ein neuer Kirchturm mit Uhren errichtet und 1906 wurden vier neue Glocken installiert. Die Restaurierungsarbeiten an der Ikonostase wurden 1926 von Holzschnitzern aus der Bačka durchgeführt.
Bei der Nordwand der Kirche befindet sich eine umzäunte Gedenkstätte mit einer Gedenktafel und einem Grabdenkmal mit Kreuz, auf dem die Namen von 21 Zivilisten geschrieben stehen, die 1944, zur Zeit des Zweiten Weltkriegs, an dieser Stelle von der Wehrmacht erschossen wurden. Unter den Hingerichteten befanden sich mehrere kleine Kinder, sogar ein einjähriges Baby.
In den 1960er Jahren im sozialistischen Jugoslawien wurden Restaurierungs- und Konservierungsarbeiten an der Kirche und der Ikonostase durchgeführt. Die Kirche wurde am 21. Dezember 1976 zum Kulturdenkmal erklärt. Am 30. Dezember 1991 erfolgte die Kategorisierung der Kirche und das Kirchengebäude wurde zu einem Kulturdenkmal von großer Bedeutung erhoben.
In den Anfangsjahren des 21. Jahrhunderts befand sich die Kirche in einem schlechten baulichen Zustand. Im Jahr 2007 wurden Renovierungsarbeiten am Kirchenäußeren begonnen. Diese große Renovierung der Kirche in mehreren Etappen wurde im Jahr 2020 abgeschlossen. Am 30. Mai 2020 wurde die Kirche Hl. Apostel Johannes der Theologe vom Bischof der Eparchie Srem, Vasilije, mit der Assistenz von mehreren Geistlichen und dem Dasein von vielen Gläubigen feierlich neu eingeweiht. Am selben Tag hielt der Bischof die hierarchische Liturgie in der Kirche.
Am 7. Oktober 2022 wurde in der Kirche die Beerdigungsliturgie für den Priester Milenko Tukelić abgehalten. Daraufhin wurde das Priesterbegräbnis auf dem örtlichen Friedhof durchgeführt, wo der Priester neben seiner Ehefrau Georgina beerdigt wurde.

## Architektur

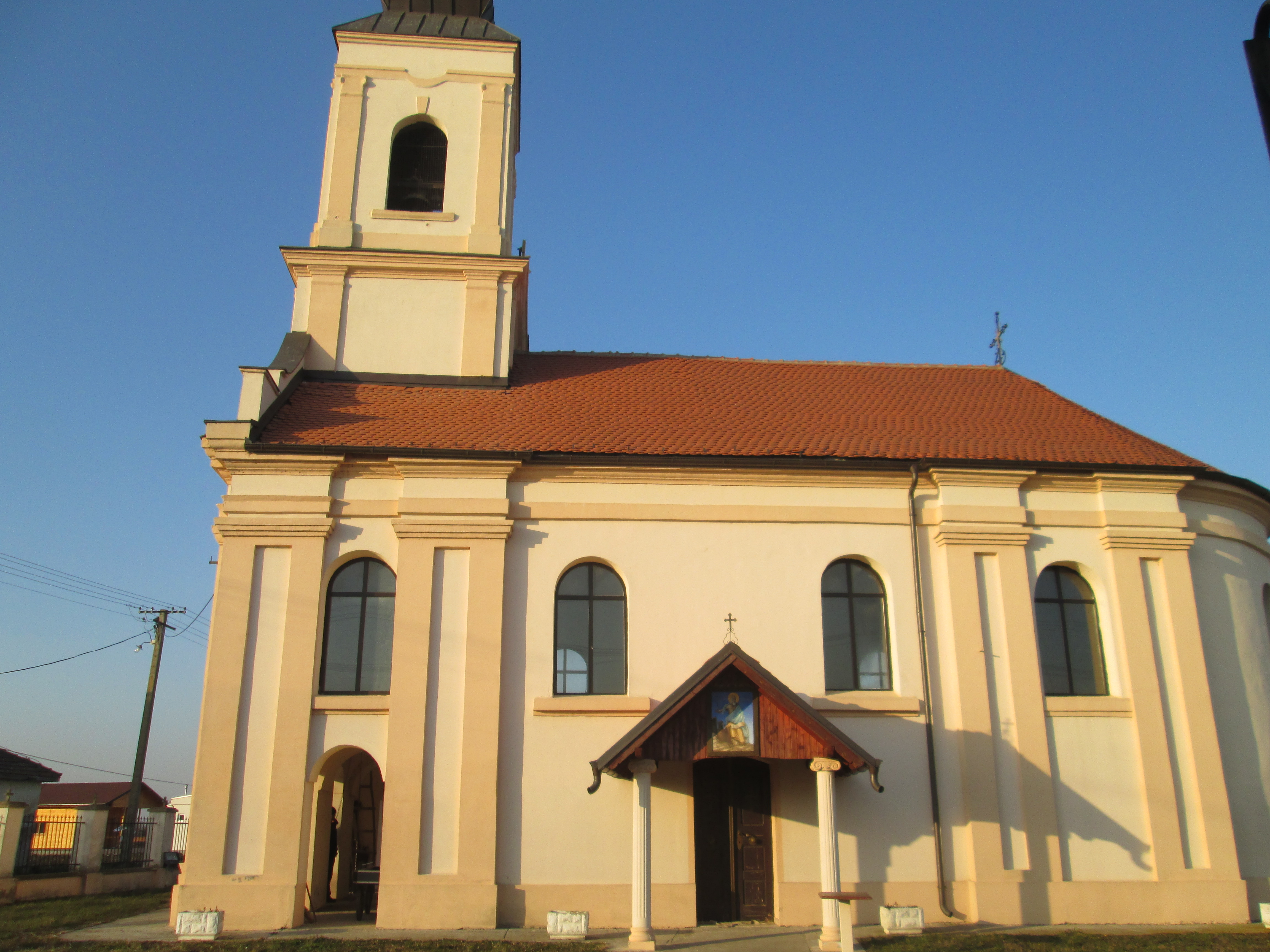
Südfassade der Kirche

Das einschiffige Kirchengebäude mit einem rechteckigen Grundriss ist mit einer halbrunden Altar-Apsis im Osten und einem Narthex mitsamt einem an die Westfassade angebauten hohen Kirchturm, den eine mehrgeschossige Zwiebelturmkappe krönt, im Stil des Klassizismus erbaut worden.
Der architektonische Schmuck an den Fassaden sowie im Kircheninneren ist in seiner Ausprägung schlicht und eher reduziert. Die Fassaden werden durch einen niedrigen Sockel und flache Pilaster mit profilierten Kapitellen gegliedert, über denen ein profiliertes Attikagesims verläuft. An der Nordwand befinden sich zwei und an der Südwand drei halbrunde Fensteröffnungen mit einfach profilierten Einfassungen.
Die Ecken des Kirchturms sind von doppelten flachen Pilastern umgeben und die Stockwerke werden durch profilierte Kordonkränze betont. Der Kirchturm wird von einem Giebel mit leicht geschwungenen Linien flankiert, die Kirchturmmitte wird von einem Portikus mit umfassenden Pilastern auf einem hohen Sockel, der von einem Architrav und einem Tympanon überragt wird, gekrönt. Auch die ursprünglichen Öffnungen im Erdgeschoss des Kirchturms sind mit einfachen Profilierungen verziert.
Der Haupteingang der Kirche befindet sich an der Westfassade, in einer Vorhalle mit drei großen Rundbögen, über denen sich der Kirchturm erhebt. Auch gibt es einen Nebeneingang an der Südseite der Kirche. Der Südeingang ist von einem von zwei Säulen gestützten hölzernen Vorbau, auf dem eine Patronatsikone des hl. Apostels Johannes angebracht wurde, umgeben. Die Kirche besitzt zwei Kirchenkreuze, eines auf der Spitze des Kirchturmes und das andere am Ostende des Naos. Das Dach ist mit Ziegeln bedeckt. Derzeit sind keine Uhren auf dem Kirchturm angebracht.
Das Kircheninnere wird von der hohen, luxuriösen, hölzernen, reich verzierten, mehrstöckigen und mehrtürigen Ikonostase mitsamt Ikonen im Stil des Klassizismus dominiert. Im Kircheninnenraum befinden sich zudem der Gottesmutter- und Bischofsthron, Kronleuchter, verziertes Chorgestühl, Wandikonen, Kirchentische und dekorierte Chorständer. Die Kirchenwände sind mit marmorimitierenden Verkleidungen und Wandmalereien geschmückt.